# Liste der Wappen im Landkreis Bergstraße
Diese Liste zeigt die Wappen der Städte und Gemeinden sowie Wappen von ehemals selbständigen Gemeinden und aufgelösten Landkreisen im Landkreis Bergstraße in Hessen.
In dieser Liste werden die Wappen mit dem Gemeindelink angezeigt.

Wappen des Landkreises Bergstraße[1]
Lage des Landkreises Bergstraße in Hessen
Lage des Landkreises Bergstraße in Deutschland

## Wappen der Städte und Gemeinden
- Gemeinde
Abtsteinach[2]
- Stadt
Bensheim
- Gemeinde
Biblis[3]
- Gemeinde
Birkenau[4]
- Stadt
Bürstadt
- Gemeinde
Einhausen[5]
- Gemeinde
Fürth[6]
- Gemeinde
Gorxheimertal[7]
- Gemeinde
Grasellenbach
- Gemeinde
Groß-Rohrheim
- Kreisstadt
Heppenheim (Bergstraße)
- Stadt
Hirschhorn
- Stadt
Lampertheim[8]
- Gemeinde
Lautertal (Odenwald)[9]
- Stadt
Lindenfels[10]
- Stadt
Lorsch[11]
- Gemeinde
Mörlenbach[12]
- Stadt
Neckarsteinach[13]
- Gemeinde
Rimbach
- Stadt
Viernheim[14]
- Gemeinde
Wald-Michelbach
- Stadt
Zwingenberg

## Wappen ehemaliger Städte und Gemeinden

Gemeinde Wald-Michelbach Ortsteil Aschbach
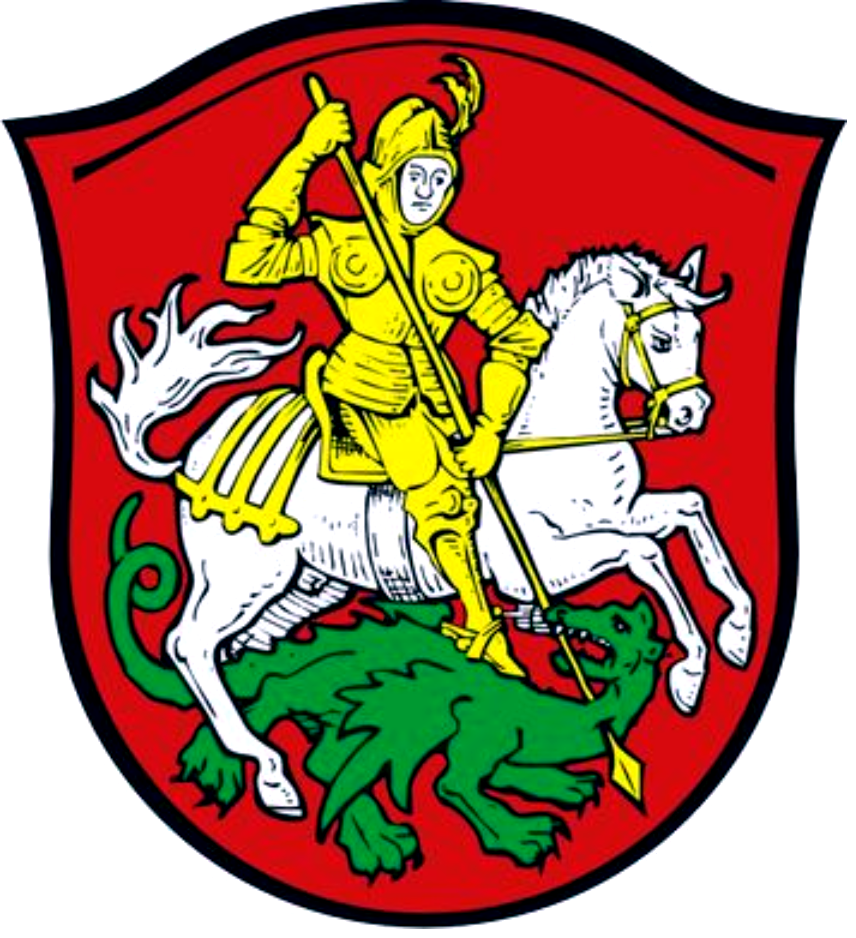
Stadt Bensheim
Ortsteil Auerbach

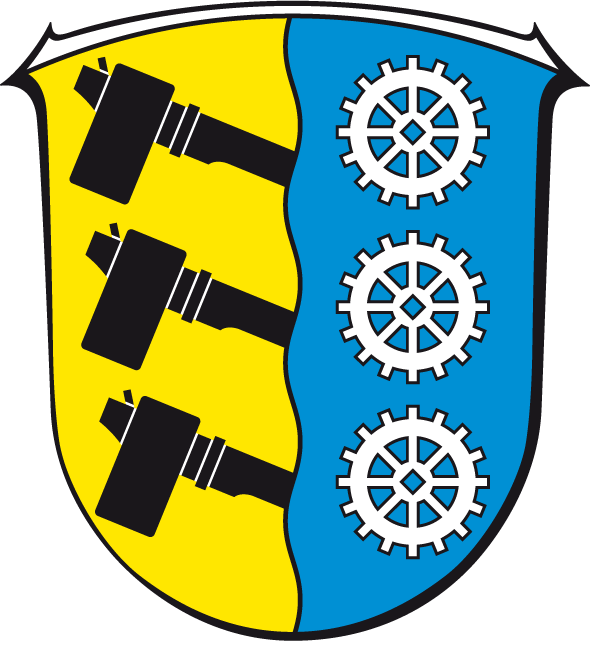
Gemeinde Wald-Michelbach Ortsteil Aschbach
Stadt Bensheim Ortsteil Auerbach
Stadt Bürstadt Ortsteil Bobstadt
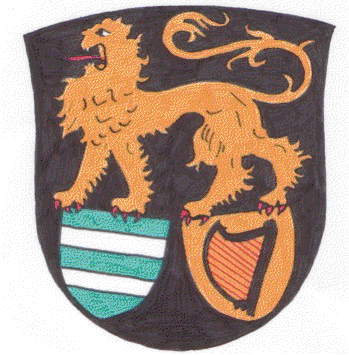
Gemeinde Mörlenbach Ortsteil Bonsweiher
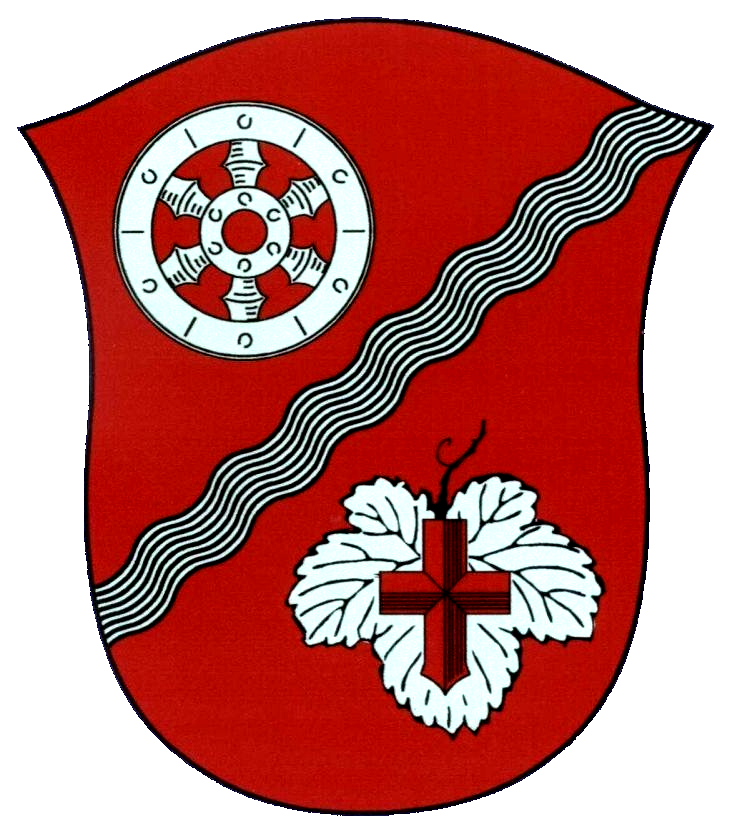
Stadt Heppenheim Ortsteil Erbach
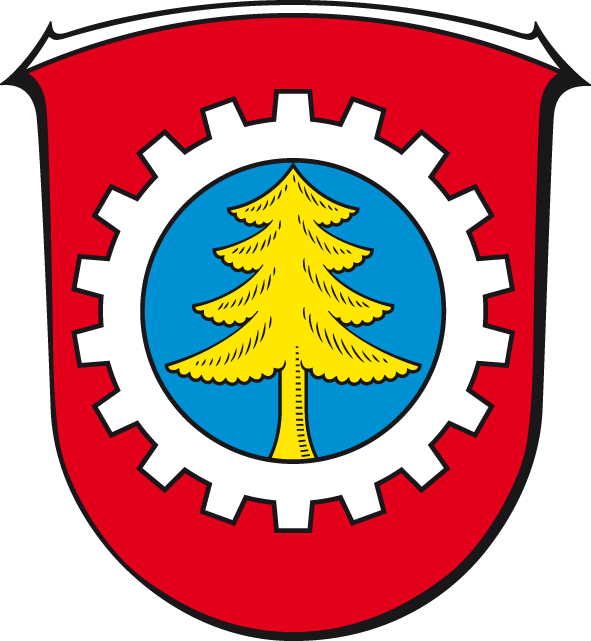
Gemeinde Fürth Ortsteil Erlenbach
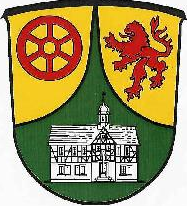
Stadt Bensheim Ortsteil Fehlheim
Gemeinde Grasellenbach Ortsteil Gras-Ellenbach
Stadt Heppenheim Ortsteil Hambach
Gemeinde Grasellenbach Ortsteil Hammelbach
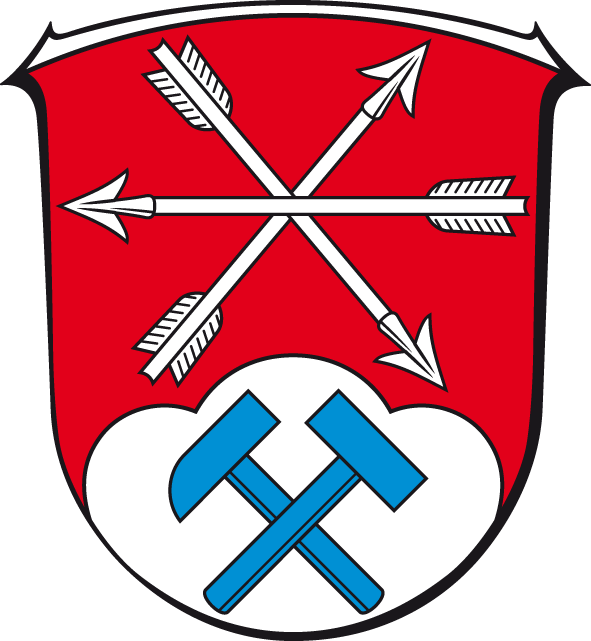
Stadt Bensheim Ortsteil Hochstädten
Stadt Lampertheim Ortsteil Hofheim
Stadt Heppenheim Ortsteil Kirschhausen
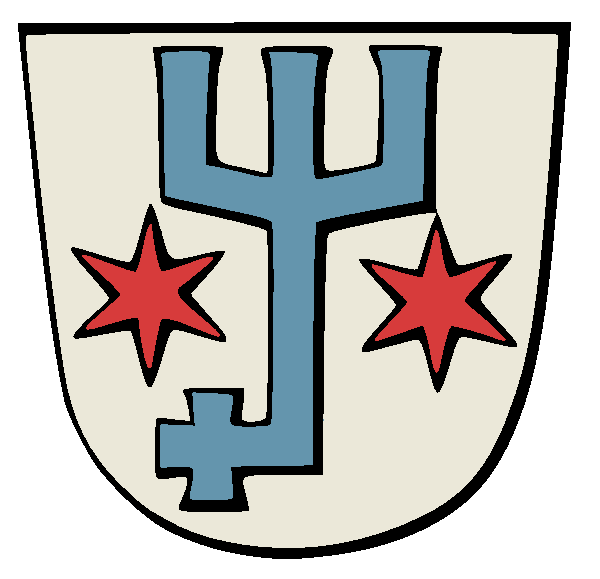
Stadt Bensheim Ortsteil Langwaden
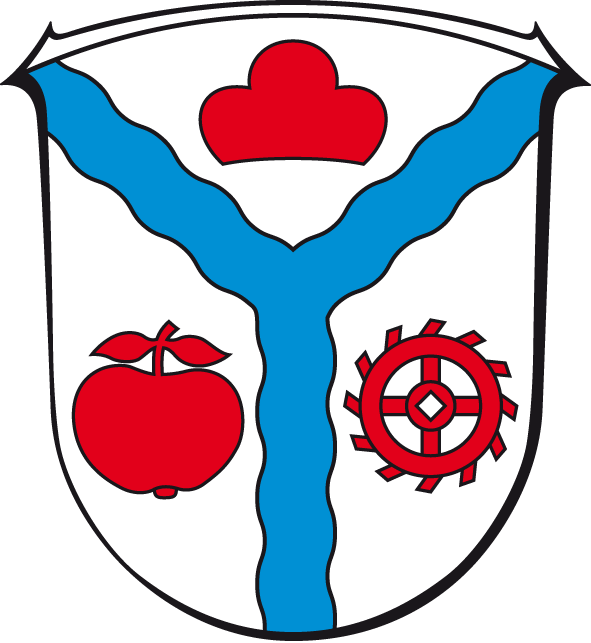
Stadt Heppenheim Ortsteil Mittershausen-Scheuerberg
Gemeinde Birkenau Ortsteil Nieder-Liebersbach
Gemeinde Biblis Ortsteil Nordheim
Gemeinde Abtsteinach Ortsteil Ober-Abtsteinach
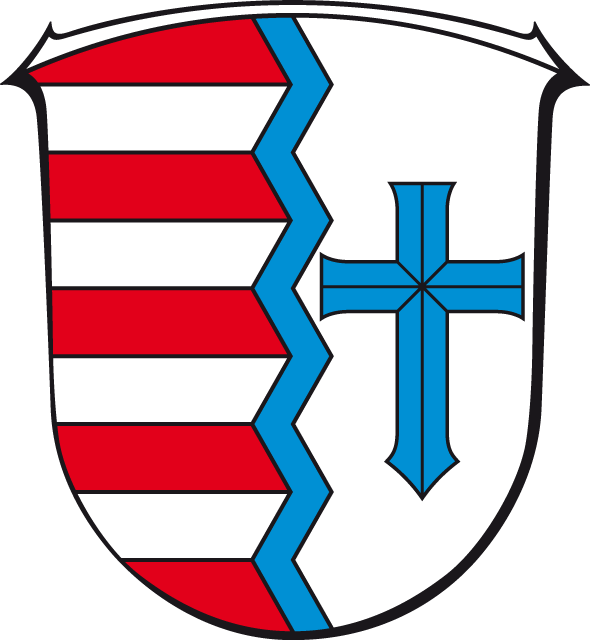
Stadt Heppenheim Ortsteil Ober-Laudenbach
Gemeinde Birkenau Ortsteil Reisen
Stadt Bürstadt Ortsteil Riedrode
Stadt Zwingenberg Ortsteil Rodau
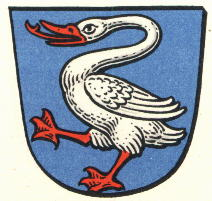
Stadt Bensheim Ortsteil Schwanheim
Stadt Bensheim Ortsteil Schönberg
Stadt Lindenfels Stadtteil Seidenbuch
Gemeinde Wald-Michelbach Ortsteil Siedelsbrunn
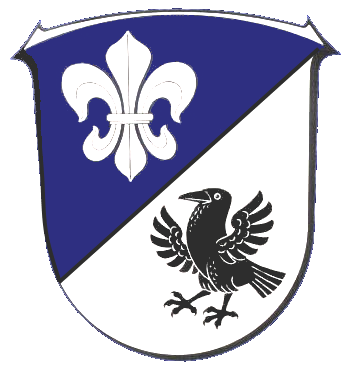
Stadt Heppenheim Ortsteil Sonderbach
Gemeinde Gorxheimertal Ortsteil Trösel
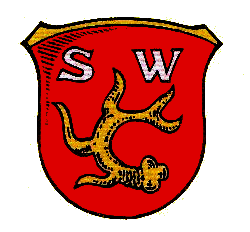
Gemeinde Wald-Michelbach Ortsteil Unter-Schönmattenwag
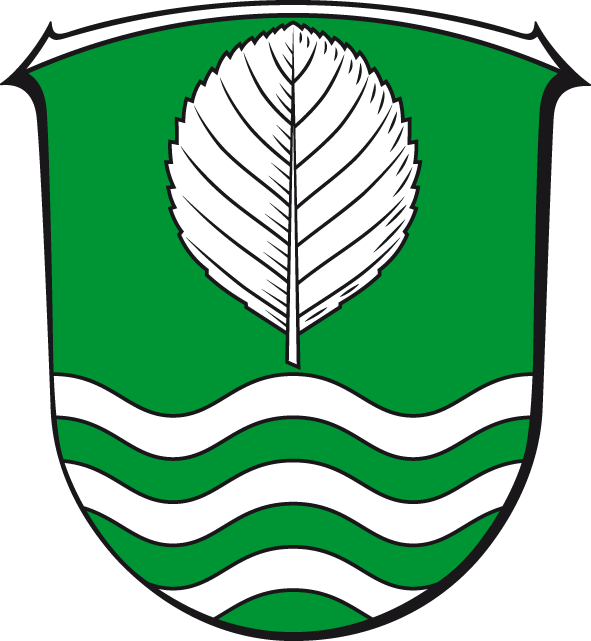
Stadt Heppenheim Ortsteil Wald-Erlenbach
Gemeinde Biblis Ortsteil Wattenheim
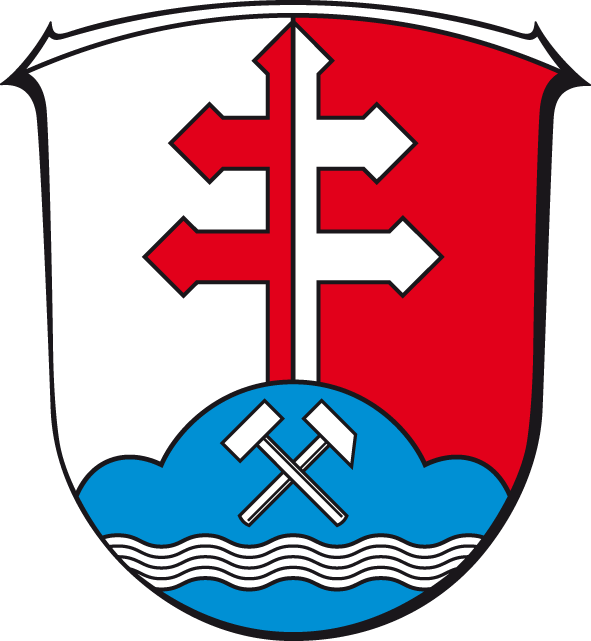
Gemeinde Fürth Ortsteil Weschnitz
Stadt Lindenfels Ortsteil Winterkasten
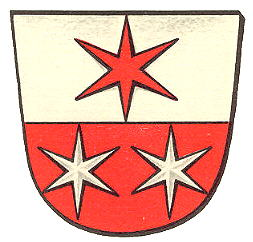
Gemeinde Rimbach Ortsteil Zotzenbach
Gemeinde Mörlenbach
Ortsteil Bonsweiher
- Stadt Heppenheim
Ortsteil Erbach
Gemeinde Fürth
Ortsteil Erlenbach[15]
Stadt Bensheim
Ortsteil Fehlheim
Gemeinde Grasellenbach
Ortsteil Gras-Ellenbach[16]
- Stadt Heppenheim
Ortsteil Hambach[17]
Gemeinde Grasellenbach Ortsteil Hammelbach[18]
- Stadt Bensheim
Ortsteil Hochstädten
- Stadt Lampertheim
Ortsteil Hofheim
- Stadt Heppenheim
Ortsteil Kirschhausen[19]
- Stadt Bensheim
Ortsteil Langwaden
- Stadt Heppenheim
Ortsteil Mittershausen-Scheuerberg
Gemeinde Birkenau Ortsteil Nieder-Liebersbach
Gemeinde Biblis
Gemeinde Groß-Rohrheim
Kreisstadt Heppenheim (Bergstraße)
Ortsteil Nordheim
- Gemeinde Abtsteinach
Ortsteil Ober-Abtsteinach[20]
Stadt Heppenheim Ortsteil Ober-Laudenbach
- Gemeinde Birkenau
Ortsteil Reisen[21]
Stadt Bürstadt
Gemeinde Lautertal (Odenwald)
Ortsteil Riedrode
Stadt Zwingenberg
Ortsteil Rodau[22]
Stadt Bensheim
Ortsteil Schwanheim
- Stadt Bensheim
Ortsteil Schönberg[23]
- Stadt Lindenfels
Stadtteil Seidenbuch[24]
Gemeinde Wald-Michelbach
Ortsteil Siedelsbrunn[25]
Stadt Heppenheim Ortsteil Sonderbach
Gemeinde Gorxheimertal
Ortsteil Trösel[26]
- Gemeinde Wald-Michelbach
Ortsteil Unter-Schönmattenwag[27]
Stadt Heppenheim
Gemeinde Wald-Michelbach
Ortsteil Wald-Erlenbach
- Gemeinde Biblis
Ortsteil Wattenheim[28]
- Gemeinde Fürth
Ortsteil Weschnitz[29]
Stadt Lindenfels Ortsteil Winterkasten
- Gemeinde Rimbach
 Ortsteil Zotzenbach[30]

## Blasonierungen
1. ↑  Landkreis Bergstraße: „Geviert; rechts oben in Blau ein silberner Zinnenturm auf silbernem Berg, links oben in Silber eine rote fünfblättrige Blüte mit goldenen Butzen, rechts unten in Silber ein rotes Nagelspitzkreuz und links unten in Blau der hessische Löwe.“
2. ↑  Abtsteinach: „In Rot über blauem Wellen-Schildfuß ein aus silbernen Felsen wachsender silberner Abtstab.“
3. ↑  Biblis: „In Blau über einer silbernen Wasserrose ein silberner alter Pflug.“
4. ↑  Birkenau: „In Rot eine bewurzelte silberne Birke, deren Stamm mit einem silbernen Maueranker in Form eines Großbuchstabens überdeckt ist.“
5. ↑  Einhausen: „In Rot auf goldener Brücke ein schwarz bedachtes goldenes Haus mit schwarzer Tür und zwei schwarzen Fenstern.“
6. ↑  Fürth: „In Silber ein schwebendes, breites rotes Fußspitzkreuz, in der Mitte belegt mit dem silbernen Großbuchstaben F.“
7. ↑  Gorxheimertal: „In Rot über einem aus gewelltem silbernen Schildfuß, von zwei blauen Streifen durchwirkt, aufsteigenden Mühlrad ein silbernes Spitznagelkreuz.“
8. ↑  Lampertheim: „In Schwarz ein von zwei sechsstrahligen goldenen Sternen begleitetes silbernes Andreaskreuz.“
9. ↑  Lautertal: „Schild geteilt; über einem silbernen Wellenbalken in Rot zwei silberne sechsstrahlige Sterne, unten in Schwarz ein goldenes Schrägkreuz.“
10. ↑  Lindenfels: „In Silber auf dreiteiligem grünen Felsen eine grüne Linde, deren Stamm mit einem schwarzen Schild überdeckt ist, darin ein rot gekrönter, rot bewehrter goldener Löwe.“
11. ↑  Lorsch: „Geteilt und unten von Silber und Blau gespalten; oben in Schwarz eine goldene Torhalle, unten vorne ein rotes Fußspitzkreuz, hinten ein golden bewehrter, neunmal von Silber und Rot geteilter Löwe.“
12. ↑  Mörlenbach: „In Rot drei silberne Glocken (2:1).“
13. ↑  Neckarsteinach: „In Gold eine schwarze Harfe mit roten Saiten.“
14. ↑  Viernheim: „Geteilt und unten gespalten; oben in Blau ein wachsender, golden gekrönter, golden bewehrter, fünfmal von Silber und Rot geteilter Löwe; unten vorne in Rot ein sechsspeichiges silbernes Rad, hinten in Gold die schwarze gotische Zahl Vier.“
15. ↑  Erlenbach: „In Rot ein silbernes 18zähniges Rad, eine goldene Tanne in Blau umschließend.“
16. ↑  Gras-Ellenbach: „Im von Blau und Gold schräggevierten Schild, oben in Blau der stilisierte silberne Kopf des Hessischen Löwen, mit roter Zunge und roten Querstreifen, rechts und links in Gold je ein rotes Lindenblatt und unten in Blau, zwei gewellte silberne Balken.“
17. ↑  Hambach: „In Blau ein silberner schräglinker Wellenbalken, darin drei rote Rosen mit silbernem Butzen, darüber ein silbernes sechsspeichiges Mühlrad, darunter ein silbernes Spitznagelkreuz.“
18. ↑  Hammelbach: „Im neunmal von Rot und Silber geteilten Schild ein schwarzes Herzschild mit dem goldenen Pfälzer Löwen.“
19. ↑  Kirschhausen: „In dem geteilten und unten gespaltenen Schild oben in Schwarz ein goldener Kirschzweig mit drei Blättern und vier Früchten, unten rechts in Silber ein rotes Nagelkreuz und unten links in Rot ein silbernes Rad.“
20. ↑  Ober-Abtsteinach: „In Rot über blauem Wellen-Schildfuß ein aus silbernen Felsen wachsender silberner Abtstab.“
21. ↑  Reisen: „Schild von Silber und Blau gerautet, der auf eingepaßter mittlerer Herzraute (9 Plätze) eine rote Fischreuse zeigt.“
22. ↑  Rodau: „In einem goldenen, mit drei grünen Seeblättern belegten Schild eine gestürzte halbe rote Spitze mit einem sechsspeichigen silbernen Rad.“
23. ↑  Schönberg: „Geviert, in Feld 1 und 4 Geteilt von Rot und Silber, oben zwei sechsstrahlige silberne Sterne, unten ein roter sechsstrahliger Stern, in Feld 2 und 3 in Silber zwei Rote Balken.“
24. ↑  Seidenbuch: „In Rot ein silberner, von drei grünen Buchenblättern belegter Schrägrechtsbalken, beseitet von einem silbernen Glasbläserzeichen im oberen Wappenfeld.“
25. ↑  Siedelsbrunn: „Goldener Schild mit schwarzer linker Flanke, rechts über silbernem Wellenschildfuß roter Brunnen, aus dem sich ein silberner Wasserstrahl ergießt; links Hufeisen und Kuhglocke in Silber.“
26. ↑  Trösel: „In Rot über einem aus gewelltem silbernen Schildfuß, von zwei blauen Streifen durchwirkt, aufsteigenden Mühlrad ein silbernes Spitznagelkreuz.“
27. ↑  Unter-Schönmattenwag: „In Rot unter dem silbernen Gemerke S W eine goldene fünfendige Hirschstange.“
28. ↑  Wattenheim: „In Silber vier rote Balken mit zwei goldenen, im Gegenbewegungssinn übereinandergefügten Fischen in aufgelegtem blauen Herzschild.“
29. ↑  Weschnitz: „In von Silber und Rot gespaltenem Schild ein Doppelkreuz in verwechselter Tinktur über einem blauen Dreiberg mit gekreuzten silbernen Bergwerksemblemen über einem silbernen Wellenband.“
30. ↑  Zotzenbach: „Geteilt von Silber und Rot, oben ein roter sechsstrahliger Stern, unten zwei sechsstrahlige silberne Sterne.“